# مزی استار
مَزی استار (به انگلیسی: Mazzy Star) یک گروه آلترنتیو راک آمریکایی است که در سال ۱۹۸۹ و در سنتا مونیکای کالیفرنیا شکل گرفت. اعضای بنیان‌گذار مَزی استار دیوید روبک (گیتاریست) و کندرا اسمیت (باسیست) هردو از اعضای پیشین گروه آلترنتیو/سایکدلیک اوپال بودند. زمانی که اسمیت مَزی استار را ترک کرد، یکی از دوستانش به‌نام هوپ سندوال به‌عنوان خواننده و ترانه‌سرا به گروه پیوست. سندوال به‌عنوان نویسندهٔ متن ترانه‌ها و روبک به‌عنوان آهنگساز بیشتر ترانه‌های مَزی استار، هستهٔ اصلی و مغز متفکر گروه به‌شمار می‌آیند.
شاید بتوان ترانهٔ «محو شدن در تو» را مهم‌ترین دلیل شهرت مَزی استار به‌شمار آورد، تک‌آهنگ «محو شدن در تو» در سال‌های میانی دههٔ ۱۹۹۰ میلادی موفق‌ترین اثر گروه در سطح بین‌المللی بود و از سوی ام‌تی‌وی، وی‌اچ‌وان و ایستگاه‌های رادیویی به شکل گسترده‌ای در معرض نمایش قرار گرفت. این تک‌آهنگ در زمان انتشارش در ایالات متحده تا ردهٔ سوم جدول «ترانه‌های مدرن راک» و ۴۴اُم بیلبورد هات ۱۰۰ صعود کرد.

## ترانه‌شناسی
نوشتار اصلی: ترانه‌شناسی مزی استار

### آلبوم‌های استودیویی
| نام آلبوم                      | سال انتشار |
| ۱. She Hangs Brightly          | ۱۹۹۰       |
| ۲. So Tonight That I Might See | ۱۹۹۳       |
| ۳. Among My Swan               | ۱۹۹۶       |
| 4. Seasons of Your Day         | ۲۰۱۳       |

## پی‌نوشت
1. ↑  Fade into You